# Margrethia valentinae
Margrethia valentinae és una espècie de peix pertanyent a la família dels gonostomàtids.

## Descripció
- Pot arribar a fer 7,2 cm de llargària màxima.
- 15 radis tous a l'aleta dorsal i 24-25 a l'anal.
- Aleta dorsal adiposa.[5][6]

## Hàbitat
És un peix marí, mesopelàgic, oceànodrom i batipelàgic.

## Distribució geogràfica
Es troba al Pacífic, l'Atlàntic i l'Índic.

## Observacions
És inofensiu per als humans.